# Verkehrstechnik (Zeitschrift)
Die Verkehrstechnik war eine Fachzeitschrift des Verkehrswesens, die von 1919 bis 1945 im Ullstein-Verlag in Berlin erschien.
Das erste Heft erschien am 5. September 1919. In der Verkehrstechnik ging die Zeitschrift für Transportwesen und Straßenbau auf. Ab Februar 1921 führte die Verkehrstechnik den Untertitel Zentralblatt für das gesamte Land-, Wasser- und Luftverkehrswesen. 1923 ging dann auch die Deutsche Straßen- und Kleinbahn-Zeitung in der Verkehrstechnik auf. 1928 erhielt die Verkehrstechnik die regelmäßig erscheinende Beilage Straßenbau und Straßenunterhaltung unter der Schriftleitung von Erich Giese, die bis 1939 erschien. 1929 wurde der Untertitel des Verkehrswesens in Zentralblatt für den gesamten Landverkehr und Straßenbau geändert. Als Werkstättenbeilage erschien 1929 und 1930 Werkstättenbau und Werkwirtschaft unter der Schriftleitung von Peter Kühne. Das letzte Heft erschien am 20. Januar 1945.
Die Verkehrstechnik besaß die folgenden Schriftleiter, ab 1935 als Herausgeber bezeichnet:
- Erich Giese (1919–1935)
- Fritz Helm (1919–1928)
- Wilhelm Wechmann (1919–1925)
- Peter Kühne (1925–1931)
- Konrad A. Müller (1928–1931)
- Heinrich Paetsch (1931–1935)
- Otto Schmidt (1935–1945)

Ab 1935 fungierten die bisherigen Schriftleiter als Herausgeber:
- Erich Giese (1935–1945)
- Heinrich Paetsch (1935–1936)
- Oskar Willenberg (1935–1945)
- Gottfried Strommenger (1935–1945)

Für die folgenden Vereine und Organisationen stellte die Verkehrtechnik das offizielle Organ dar:
- Verein Deutscher Straßenbahnen, Kleinbahnen und Privatbahnen e.V. (1921–1928)
- Internationaler Straßenbahn- und Kleinbahnverein (1923–1929)
- Verband Deutscher Verkehrsverwaltungen e.V. (ab 1933 Reichsverband Deutscher Verkehrsverwaltungen) (1928–1935)
- Deutscher Straßenbauverband (1929–1936)
- Verband Deutscher Kraftverkehrsgesellschaften (1929–1945)
- Internationaler Straßenbahn- und Kleinbahn-Verein (1930–1945)
- Reichsverkehrsgruppe Schienenbahnen (1935–1945)

## Erscheinungsweise
- 1919–1921: Am 5., 15. und 25. jeden Monats
- 1922–1931: wöchentlich
- 1932–1935: Am 5., 15. und 25. jeden Monats
- 1936–März 1943: Am 5. und 20. jeden Monats
- ab März 1943: Am 20. jeden Monats